# Distrito de Betul
Betul (en hindi; बैतूल जिला) es un distrito de la India en el estado de Madhya Pradesh. Código ISO: IN.MP.BE
.
Comprende una superficie de 10 043 km².
El centro administrativo es la ciudad de Betul.

## Demografía
Según censo 2011 contaba con una población total de 1 575 247 habitantes, de los cuales 775 526 eran mujeres y 799 721 varones.

## Localidades
- Betul Bazar
- Bhainsdehi